# Nguyễn Ái Quốc ở Hồng Kông
Nguyễn Ái Quốc ở Hồng Kông (hay tựa đề tiếng Trung là Thoát hiểm ở Hồng Kông / 香港脱险) là bộ phim điện ảnh lịch sử năm 2003, được thực hiện bởi Hãng phim Hội nhà văn Việt Nam và Hãng phim Châu Giang của Trung Quốc. Đạo diễn bởi Nguyễn Khắc Lợi (Việt Nam) và Viên Thế Kỷ (Trung Quốc) với các diễn viên chính Trần Lực, Phương Hâm Dĩnh, Trọng Hải.
Bộ phim có kinh phí khoảng 15 tỷ VNĐ, trong đó phía điện ảnh Việt Nam đầu tư 10 tỉ còn Trung Quốc là 5 tỉ. Tiếp tục câu chuyện trong Nguyễn Ái Quốc ở Hồng Kông, năm 2010, Hãng phim Hội điện ảnh Việt Nam sản xuất bộ Vượt qua bến Thượng Hải.

## Phân vai
| Quốc gia | Diễn viên                | Vai diễn              |
| -------- | ------------------------ | --------------------- |
| VN       | Trần Lực                 | Tống Văn Sơ           |
| TQ       | Phương Hâm Dĩnh          | Lâm Bình              |
| Nga      | Oleg Krapchenko          | Luật sư Loseby        |
| VN       | Nguyễn Trọng Hải         | Hồ Tùng Mậu           |
| VN       | Hoàng Phúc               | Lê Duy Điếm           |
| Đức      | Esther Joanda Havbensack | Vợ Loseby             |
| Mỹ       | Elizabeth Jean Shoemaker | Bà Benxon             |
| TQ       | Trương Diệp Xuyên        | Nhiêu Vệ Hoa          |
| TQ       | Mạc Tử Giang             | Ông già Lý            |
| Mỹ       | James Joshep Juergens    | Phillips              |
| Úc       | Roger Dugas Homan        | George                |
| Mỹ       | Michel Ragmond Hamrah    | Quan tòa              |
| Nga      | Denis Kravtsov           | Chưởng lí Hồng Kông   |
| Mỹ       | Sonny                    | Cai ngục              |
| Jordan   | Jeihad Mansour           | Cảnh sát Hồng Kông    |
| Ba Lan   | Kaudia Reinert           | Con gái ông bà Loseby |
| TQ       | Ngô Hữu Kiệt             | Chủ tiệm tạp hóa      |
| TQ       | Hồ Công Vũ               | Cảnh sát              |

## Sản xuất

### Tuyển diễn viên
Vì các nhân vật do diễn viên Trung Quốc thủ vai đều cao 1,75 m trở lên nên đạo diễn Nguyễn Khắc Lợi phải chọn các diễn viên Việt Nam có chiều cao tương xứng, và diễn viên Trần Lực (cao 1,75m), Hoàng Phúc (cao 1,78 m), Ngô Quang Hải (cao 1,75m) đã được chọn. Phim có dàn diễn viên đến từ 10 quốc gia khác nhau.
Diễn viên Trung Quốc vào vai ông già Lý là Mạc Tử Giang đã từng gặp Bác Hồ ở Vân Nam.
Khi có thông báo tuyển diễn viên, diễn viên Minh Hải đã đến dự thi và được đạo diễn yêu cầu tìm hiểu thêm về Nguyễn Ái Quốc, nhưng đó vai Tống Văn Sơ được giao cho Trần Lực. Diễn viên Minh Hải sau này còn tham gia thử vai Nguyễn Ái Quốc cho phim Nhìn ra biển cả; cuối cùng anh cung được đóng vai Nguyễn Ái Quốc trong phim Vượt qua bến Thượng Hải.

### Bấm máy
Khởi quay cuối tháng 11 năm 2002, bộ phim được quay trong 3 tháng.
Những khu phố cổ còn nguyên vẹn của thành phố Khai Bình, tỉnh Quảng Đông và Cảng Chu Hải  được đạo diễn chọn làm cảnh quay vì rất giống Hồng Kông.

## Phát hành
Tối ngày 1 tháng 9 năm 2003, Ban tư tưởng - văn hóa Trung ương, Bộ văn hóa thể thao, Hội nhà văn Việt Nam tổ chức chiếu ra mắt đặc biệt bộ phim. Tới dự có ông Hồng Vinh, Ủy viên trung ương Đảng, Phó trưởng ban thường trực Ban tư tưởng - văn hóa Trung ương; Phạm Quang Nghị, UVTW Đảng, Bộ trưởng Bộ VH-TT; Tề Kiến Quốc, Đại sứ Trung Quốc tại Việt Nam và đại biểu đoàn làm phim hai nước Việt Nam - Trung Quốc.
Sáng 20-11-2003, bộ phim Nguyễn Ái Quốc ở Hồng Kông đã chiếu ra mắt chính thức với báo giới Thành phố Hồ Chí Minh tại Fafilm Cinema.
Phim có 3 phiên bản bằng ba thứ tiếng Anh - tiếng Việt - tiếng Trung được phát hành rộng rãi.

## Giải thưởng
- Phim đoạt Giải đặc biệt tại Giải Cánh diều 2003
- Phim đoạt Giải đặc biệt tại Liên hoan phim Việt Nam lần thứ 14
- Diễn viên Trần Lực đoạt giải Mai Vàng 2004 cho nam diễn viên thể loại điện ảnh, truyền hình